# 余无之戎
余无之戎，又称徐吾氏，是商周时期在今山西省屯留西北的戎族。
商朝西部的周国，发展至季历统治时，国力大增。余无戎经常南下攻掠商、周等国。據《竹書記年》，文丁二年，季历率军进攻燕京戎，大败而还。经两年准备，恢复了力量。文丁四年，季历调军北上，进攻余无戎，一举击败戎军，大胜而还。商王文丁闻讯大喜，封季历为商朝“牧师”。周定王十七年（前590年），周朝伐茅戎，被徐吾氏所败，杜预注认为徐吾氏是茅戎一支。